# روفوس رودريغيز
روفوس رودريغيز هو سياسي فلبيني، ولد في 13 سبتمبر 1953 في كاجايان دو آورو في الفلبين. حزبياً، نشط في Pwersa ng Masang Pilipino ‏. وقد انتخب عضو مجلس النواب في الفلبين.